# Gupowo
Gupowo (ros. Гупово) – wieś (ros. деревня, trb. dieriewnia) w zachodniej Rosji, w sielsowiecie makarowskim rejonu kurczatowskiego w obwodzie kurskim.

## Geografia
Miejscowość położona jest 10,5 km od centrum administracyjnego sielsowietu makarowskiego (Makarowka), 6 km od centrum administracyjnego rejonu (Kurczatow), 36 km od Kurska.
W granicach miejscowości znajdują się 62 posesje.

## Demografia
W 2010 r. miejscowość zamieszkiwało 28 osób.